# Hemigrammus guyanensis
Hemigrammus guyanensis és una espècie de peix de la família dels caràcids i de l'ordre dels caraciformes.

## Morfologia
- Els mascles poden assolir 3,5 cm de llargària total.[4]

## Hàbitat
Viu a àrees de clima tropical entre 20 °C i 24 °C de temperatura.

## Distribució geogràfica
Es troba a Sud-amèrica: rius Maroni, Mana, Approuague, i Oyapock.